# Classe X (sommergibile Regno Unito)
I sommergibili tascabili classe X o Type X erano unità speciali, costruite dagli inglesi per missioni pericolose e praticamente impossibili per sommergibili normali. Durante la Seconda guerra mondiale danneggiarono la corazzata tedesca Tirpitz (Operazione Source), e danneggiarono gravemente l'incrociatore pesante giapponese Takao, ormeggiato a Singapore.